# 高槻市立玉川小学校
高槻市立玉川小学校（たかつきしりつ たまがわしょうがっこう）は、大阪府高槻市にある公立小学校。

## 沿革
- 1971年4月　高槻市立柳川小学校より分離開校[1]
- 1977年　高槻市立牧田小学校を分離[1]
- 1997年　コンピュータ室完成[1]
- 2002年4月　牧田小学校を統合[1]

## 出身者
- 槇原敬之（ミュージシャン）
- 福山潤（声優）
- 小出水直樹（漫才師） - 旧牧田小学校出身

## 通学区域
- 高槻市 牧田町、唐崎西1丁目、玉川新町

卒業生は基本的に高槻市立柳川中学校へ進学する。

## 交通
- 阪急京都線 総持寺駅 約2.6km。 [2]
- 高槻市営バス 富田団地中央バス停。[2]